# Montignargues
Montignargues (okzitanisch: Montinhargues) ist eine französische Gemeinde mit 559 Einwohnern (Stand: 1. Januar 2022) im Département Gard in der Region Okzitanien. Sie gehört zum Arrondissement Nîmes und zum Kanton Calvisson.

## Geografie
Montignargues liegt etwa 17 Kilometer nordöstlich des Stadtzentrums von Nîmes und etwa 20 Kilometer südsüdöstlich von Alès.
Die Nachbargemeinden von Montignargues sind Saint-Geniès-de-Malgoirès im Norden, La Rouvière im Osten und Südosten, Saint-Bauzély im Süden sowie Montagnac im Westen.

## Bevölkerungsentwicklung
| Jahr                       | 1962 | 1968 | 1975 | 1982 | 1990 | 1999 | 2006 | 2020 |
| -------------------------- | ---- | ---- | ---- | ---- | ---- | ---- | ---- | ---- |
| Einwohner                  | 94   | 91   | 98   | 180  | 205  | 348  | 554  | 566  |
| Quellen: Cassini und INSEE |      |      |      |      |      |      |      |      |